# Gedenkstätte Zuchthaus Cottbus
Die Gedenkstätte Zuchthaus Cottbus ist ein ehemaliges Gefängnis in Cottbus.

## Geschichte

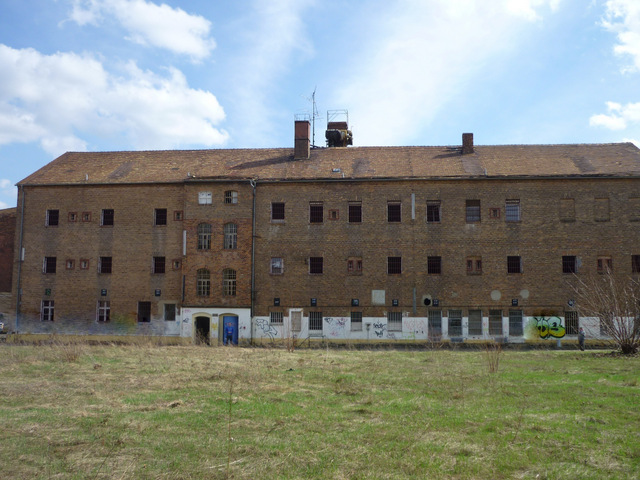
Das Gefängnis im Jahr 2013

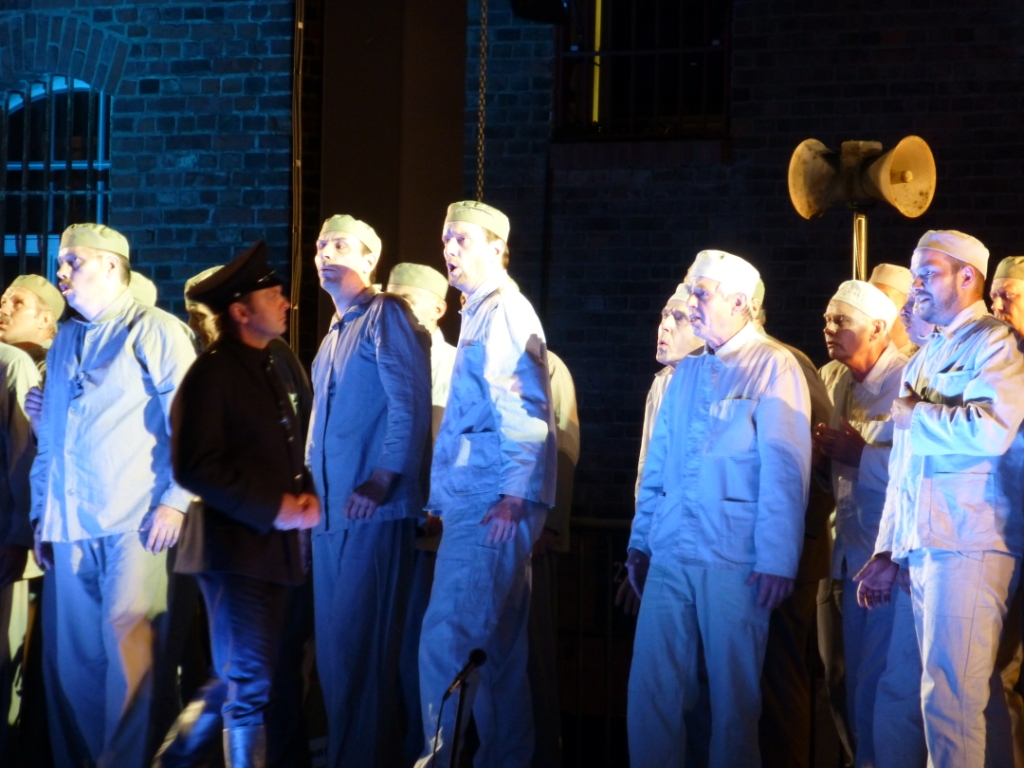
Der Gefangenenchor bei der Open-Air-Aufführung von Beethovens Fidelio auf dem Gelände des ehemaligen Gefängnisses

1860 wurde nach dreijähriger Bauzeit das Cottbuser Zentralgefängnis eröffnet. Zur NS-Zeit wurde es als Jugendgefängnis und Frauenzuchthaus genutzt. Bei den Luftangriffen am 15. Februar 1945 wurde das Gefängnis bombardiert. In den Jahren 1949 bis 1951 erfolgten verschiedene Reparaturen und Baumaßnahmen. Am 17. Juni 1953 gab es beim Volksaufstand der DDR eine Häftlingsrevolte. Zu DDR-Zeiten wurde es zum Strafvollzug des Ministeriums des Innern genutzt. Politische Verfahren wurden in den meisten Fällen zuvor bei der Staatssicherheit hinter dem Cottbuser Amtsgericht geführt. Es galt als das typische politische und Freikauf-Gefängnis, in dem Gefangene aus dem gesamten DDR-Gebiet zusammengefasst waren. Am 19. Oktober 1978 verbrannte sich der junge DDR-Flüchtling Werner Greifendorf aus Riesa während eines Hofgangs aus Protest gegen seine Ausreiseverweigerungen. Noch 1983 waren dort 446 politische und 94 kriminelle Gefangene inhaftiert. Unter den 540 Häftlingen, die von 208 Wärtern und 30 Inoffiziellen Mitarbeitern der Stasi überwacht wurden, waren 340 Ausreisewillige. Typische Haftgründe waren Passvergehen, „staatsfeindliche Hetze“ sowie Verbindungsaufnahme zu Menschenrechtsorganisationen und zu Medien wie ARD und ZDF.
Nach der Wende wurde der Strafvollzug unter neuen Bedingungen fortgeführt. 2002 wurde das Gefängnis geschlossen und die Häftlinge zogen in die neugebaute JVA Cottbus-Dissenchen um. Im Dezember 2007 wurde die Haftanstalt an einen privaten Investor versteigert.

### Einrichtung und Aufgaben der Gedenkstätte

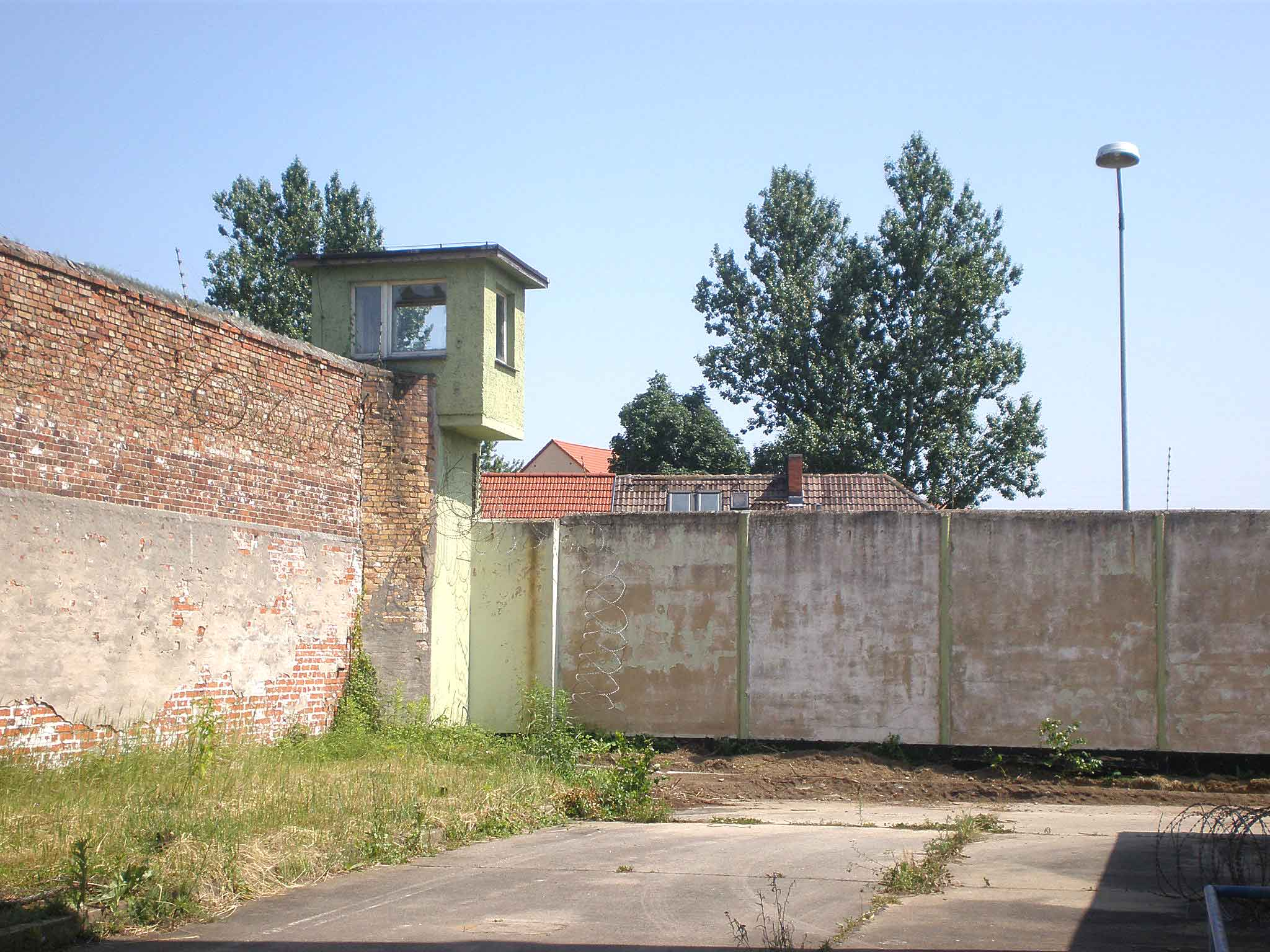
Immer auf dem Posten

Am 1. Februar 2008 übergab die Stadt Cottbus dem Menschenrechtszentrum ein Außengebäude als Teilliegenschaft im Rahmen einer Nutzungsvereinbarung, um hier eine Gedenk-, Bildungs- und Begegnungsstätte zu errichten. Das Menschenrechtszentrum Cottbus e. V. konnte mit Hilfe privater Spender und des Landes Brandenburg 2011 das ganze 22.000 m² große Areal für 436.000 Euro erwerben. Am Tag der Menschenrechte 2013 wurde im Hauptgebäude die Dauerausstellung „Karierte Wolken – politische Haft im Zuchthaus Cottbus“ eröffnet.
Seit Anfang 2019 ist das Menschenrechtszentrum Cottbus am interdisziplinären Forschungsverbund „Landschaften der Verfolgung“ beteiligt, der als einer von insgesamt 14 Forschungsverbünden zur DDR-Forschung vom Bundesministerium für Bildung und Forschung BMBF gefördert wird.
Die Gedenkstätte wird heute für Bildungsangebote und verschiedene Veranstaltungen genutzt. Dazu gehören z. B. das Freiheits- und Demokratiefest, Geocaching und Schülerworkshops mit Zeitzeugen. Das Zentrum war auch Station für die Nacht der kreativen Köpfe und Open-Air-Aufführungsort von Fidelio im Sommer 2014. Nach Schwierigkeiten mit der Finanzierung der Gedenkstätte wurden Anfang 2015 u. a. für mehrere Planstellen 200.000 Euro Bundesmittel aus dem Kulturhaushalt bewilligt. Das Land Brandenburg förderte mit 183.000 Euro, der Bund unterstützte die Gedenkstätte mit 230.000 Euro. Die Stadt Cottbus förderte mit mehr als 50.000 Euro (2015), 25.000 Euro (2016) und aus dem Jugendförderplan. Insgesamt ca. eine halbe Million Projektförderung. 280.000 Euro bringt der Gedenkstättenverein dazu für die Betriebskosten in zwei Jahren auf. Im April 2018 förderte das Land Brandenburg mit 150 000 Euro für Sanierungsmaßnahmen aus dem zurückerlangten Vermögen der Parteien und Massenorganisationen der DDR. Brandenburg erhielt insgesamt 31 Mio. Euro. Im Sommer 2018 kamen weitere 668.000 Euro für die Sanierung der Mauer und der Zwangsarbeitshalle. Jährlich muss das Zentrum 160.000 Euro allein für Betriebskosten durch Spenden aufbringen.
2016 hatte die Gedenkstätte mehr als 8000 Besucher (2015: 6.500; 2018: 7.700, darunter 2.090 Schüler).
Das Engagement für Flüchtlinge und Kriegsopfer in kurdischen Lagern sowie einem chaldäischen Kirchenbau für 700.000 Euro im Nordirak wird weiter entwickelt. Gemeinsam mit der Internationalen Gesellschaft für Menschenrechte (IGFM) wurden in Dohuk 2015 etwa 1000 Weihnachtspakete verteilt und 2016 medizinische Hilfe geleistet. Zu Ostern 2017 wurde ein Friedens- und Versöhnungsmarsch im irakischen Kurdistan in die christliche Stadt Alqosh für Christen und Jesiden veranstaltet. 2018 wird die St.-Jakobs-Kirche in Telskuf wiederaufgebaut und es standen Minderheiten im Mittelpunkt, Sorben unter Druck im Nationalsozialismus und im Sozialismus. Im Spätsommer 2018 wurde ein rekonstruierter 'Tigerkäfig' für Besserungsunwillige von drei politischen Häftlingen vorgestellt. Im Januar 2019 richtete der Trägerverein eine vierjährige Forschungsstelle ein, um die Daten politischer Verfolgung und die Anzahl politischer Gefangener in der Region zu dokumentieren.
Bis März 2018 fand eine Ausstellung von historischen Dokumenten und Biografien von Häftlingen des Karl-Marx-Städter Zuchthauses statt, die unter anderen auch das Leben des Radrennfahrers Wolfgang Lötzsch würdigte. Ende 2018 wurde eine zweite Dauerausstellung „Vergangen, nicht vergessen – Das Zuchthaus Cottbus im Spiegel der Zeiten“ mit 16 Stelen und Objektwürfeln im Außenbereich eröffnet. Neue Forschungsprojekte wurden begonnen, wie eines zum Haftregime im Nationalsozialismus und zu politischer Haft in der MfS-Untersuchunghaftanstalt Cottbus Am Spreeufer. Während der Pandemiezeit 2020–22 war das Menschenrechtszentrum immer wieder auch für Schulklassen kurzzeitig geöffnet. Im Sommer 2022 wechselte die Geschäftsführende Vorsitzende Sylvia Wähling nach Korfu. Heide Schinowsky, ehem. MdL Bündnis 90/Die Grünen, wird den Trägerverein nun in eine Stiftung umwandeln.
Im Oktober 2022 erhielt die Gedenkstätte 210.000 Euro für die Sanierung der Mauer aus dem wiederentdeckten Vermögen der DDR-Parteien. Juli 2024 wurde die neugestaltete Dauerausstellung zur Geschichte des Cottbuser Gefängnisses während der Zeit des Nationalsozialismus vor 130 Teilnehmern eröffnet, recherchiert von Historiker Steffen Alisch. „Cottbus war Teil der Repressionsmaschinerie, mit der all jene verfolgt wurden, die nicht in das Weltbild passten“ erläuterte Heide Schinowsky, Geschäftsführerin des Cottbuser Menschenrechtszentrums.